# Королевская улица (Брюссель)
Королевская улица (фр. Rue Royale; нидерл. Koningsstraat) — улица в Брюсселе, проходящая через коммуны Схарбек, Сен-Жосс-тен-Ноде и город Брюссель. Она ограничена на юге Королевской площадью в центре города и на севере Площадью Королевы в Схарбеке.
Вдоль улицы расположены несколько достопримечательностей, например, Королевский дворец, Центр изящных искусств, Брюссельский парк, Колонна Конгресса, Ботанический сад Брюсселя, концертный зал Le Botanique и Церковь Святой Марии. Кроме того, многие компании также имеют офисы на этой улице, например, Accenture и французское сообщество Бельгии.

## История
Королевская улица была заложена в 1777 году между Королевской площадью и Площадью Короля, что потребовало огромных работ по выравниванию грунта. С 1822 года улица была расширена до Схарбекских ворот на нынешнем Малом кольце инженером Жаном-Александром Верри и архитектором Хендриком Партусом. Вскоре после этого она была расширена ещё дальше на территории Сен-Жосс-тен-Нод до недавно сооружённой Площади Королевы в Схарбеке, где Церковь Святой Марии замыкает километровую перспективу.
В ноябре 1902 года король Леопольд II подвергся нападению итальянского анархиста Дженнаро Рубино на Королевской улице и избежал смерти. Однако его великий маршал, граф Шарль д'Ультремон, чуть не погиб.

## Галерея
- Статуя Огюстена Даниэля Графа Бельяра
- Колонна Конгресса и Финансовая башня[англ.]